# Guillaume Philippe Schimper
Pour les articles homonymes, voir Schimper.

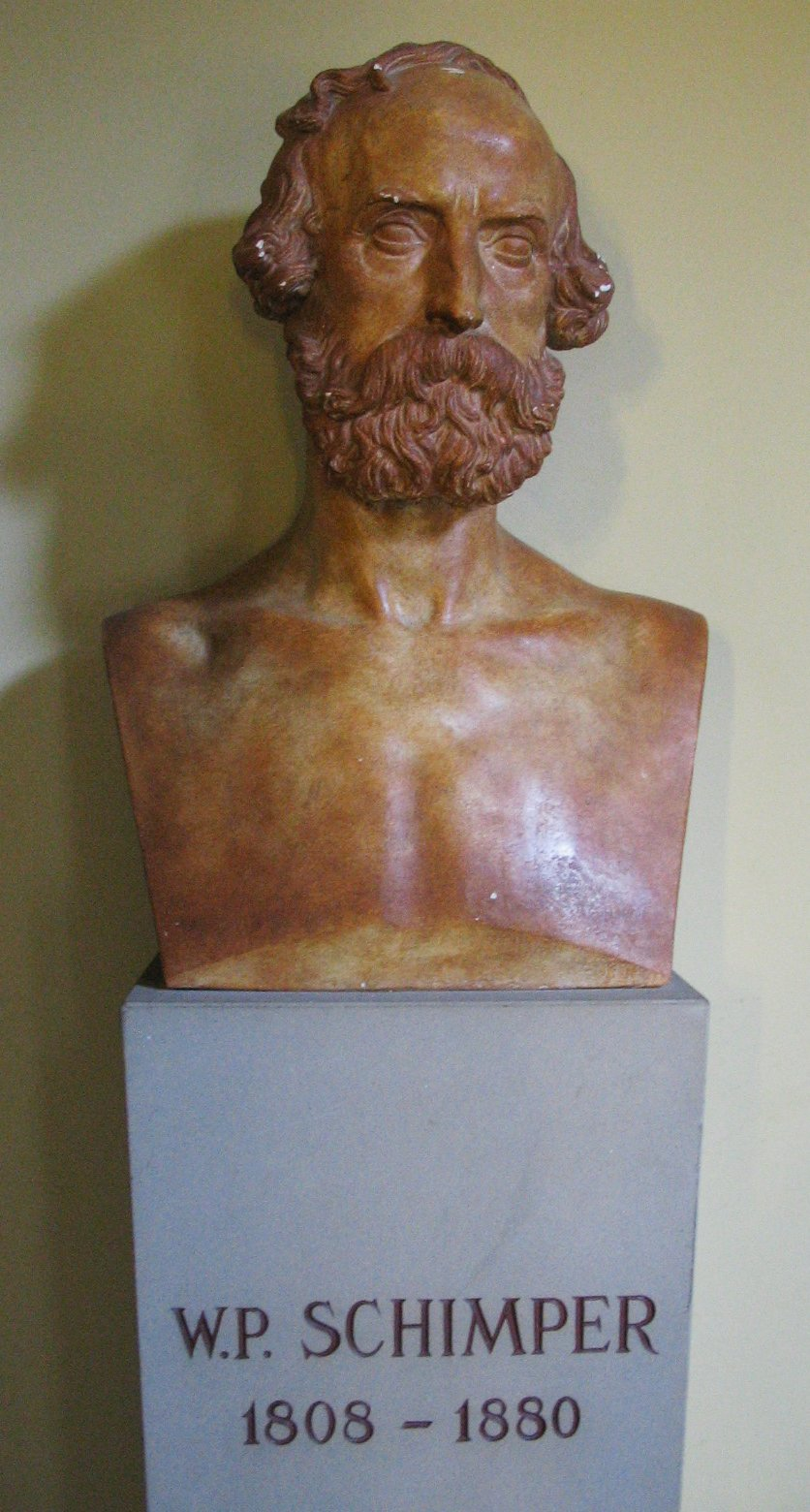
Buste de Schimper au Musée zoologique de la ville de Strasbourg.

Guillaume Philippe Schimper est un botaniste et paléontologue alsacien, français puis allemand, né le 12 janvier 1808 à Dossenheim-sur-Zinsel et mort le 20 mars 1880 à Strasbourg. Il est le cousin des frères Karl Friedrich et Wilhelm Schimper et il fut le père d'Andreas Franz Wilhelm Schimper. Comme son activité scientifique comprenait surtout les mousses, pour le distinguer de ses cousins du même nom on l'appelait aussi le « Moos-Schimper ».

## Biographie
Wilhelm Philipp est fils de pasteur, il passe son enfance à Offwiller, dans le Bas-Rhin où son père officie. Il commence par étudier, de 1826 à 1828, la philosophie, les mathématiques et la philologie à l'université de Strasbourg, puis, à partir de 1828, la théologie, avant de s'orienter vers une carrière scientifique. En 1833, sur proposition de Pierre Louis Voltz, il accepte le poste d'aide-naturaliste au musée d'histoire naturelle de Strasbourg. En 1839, il devient conservateur de l'établissement et le reste jusqu'à sa mort, quarante ans plus tard. Il occupe la chaire de géologie et minéralogie et celle de botanique à l'université de Strasbourg.
Chevalier dans l'Ordre national de la Légion d'honneur en 1860 (il sera fait officier en 1877), il est correspondant de l'Académie des sciences de Paris et membre de plusieurs académies en Europe. Le 15 octobre 1833 il devient membre titulaire de la Société du muséum d'histoire naturelle de Strasbourg dont il est vice-président en 1868. Il fait partie des migrants qui transfère la société de Strasbourg à Nancy.
Schimper s'est tout particulièrement intéressé aux mousses ; il publie un traité en six volumes Bryologia europaea. Il étudie également le grès à Voltzia (Trias) et ses plantes fossiles auxquelles il consacre un traité de 2 600 pages de paléontologie végétale entre 1869 et 1874.
Son fils Guillaume François André, qu'il a en 1856 avec son épouse Adèle Besson, suivra ses traces et deviendra également botaniste.

## Postérité
Une rue de Strasbourg, dans le quartier de l'Orangerie, porte son nom.